# Aleksandar Živković
Aleksandar Živković (* 28. červenec 1977, Niš) je bývalý srbský fotbalista.

## Reprezentace
Aleksandar Živković odehrál 2 reprezentační utkání. Se srbskou reprezentací se zúčastnil letních olympijských her 2008.

## Statistiky
| Jugoslávie | Jugoslávie | Jugoslávie |
| Roky       | Záp.       | Góly       |
| ---------- | ---------- | ---------- |
| 2001       | 2          | 0          |
| Celkem     | 2          | 0          |